# Microrégion de Cianorte
La microrégion de Cianorte est l'une des trois microrégions qui subdivisent le nord-ouest de l'État du Paraná au Brésil.
Elle comporte 11 municipalités qui regroupaient 129 971 habitants en 2006 pour une superficie totale de 4 074 km².

## Municipalités[1]
- Cianorte
- Cidade Gaúcha
- Guaporema
- Indianópolis
- Japurá
- Jussara
- Rondon
- São Manoel do Paraná
- São Tomé
- Tapejara
- Tuneiras do Oeste